# La Grande Fourche (rivière Malbaie)
Pour les articles homonymes, voir Grande Fourche et Fourche (homonymie).
La rivière La Grande Fourche coule dans le territoire non organisé de Mont-Alexandre, dans la municipalité régionale de comté (MRC) Le Rocher-Percé, dans la région administrative de la Gaspésie-Îles-de-la-Madeleine, au Québec, au Canada.
La rivière "La Grande Fourche" est un affluent de la rive Nord de la rivière Malbaie (Percé) laquelle coule vers l'Est jusqu'à la rive Ouest de la "baie La Malbaie" ; cette dernière s'ouvre sur le littoral Ouest du golfe du Saint-Laurent.

## Géographie
La rivière "La Grande Fourche" prend sa source de ruisseaux de montagne en région forestière du 1er rang dans le canton de Fortin dans le territoire non organisé de Mont-Alexandre. Cette source est située à :
- 1,6 km au Sud de la limite du canton de York ;
- 12,3 km au Sud-Ouest du pont de la route 132, enjambant la rivière Saint-Jean (Gaspé) ;
- 18,0 km au Nord-Ouest du pont de la route 132 enjambant la rivière Malbaie (Percé), près de sa confluence ;
- 17,0 km au Sud du centre-ville de Gaspé.

À partir de sa source, la rivière "La Grande Fourche" coule sur 9,1 km dans une vallée étroite et encavée, répartis selon les segments suivants :
- 0,9 km vers le Sud dans le canton de Fortin, dans le territoire non organisé de Mont-Alexandre ;
- 2,9 km vers l'Est, jusqu'à la confluence d'un ruisseau (venant du Nord) ;
- 3,7 km vers le Sud-Est, jusqu'à la confluence d'un ruisseau (venant du Nord) ;
- 1,6 km vers le Sud-Est, jusqu'à sa confluence[1].

Cette confluence est située dans une petite vallée à :
- 2,4 km en amont de la limite Ouest de la ville de Percé ;
- 11,6 km en amont du pont de la route 132 laquelle contourne le marais de Bridgewater par le côté Ouest.

## Toponymie
Le toponyme rivière "La Grande Fourche" a été officialisé le 5 décembre 1968 à la Commission de toponymie du Québec.